# Pachybrachius
Pachybrachius är ett släkte av insekter. Enligt Catalogue of Life ingår Pachybrachius i familjen Rhyparochromidae, men enligt Dyntaxa är tillhörigheten istället familjen fröskinnbaggar.
Kladogram enligt Catalogue of Life och Dyntaxa:
| Pachybrachius | \| \| Pachybrachius fracticollis \| \| \| \| \| \| Pachybrachius luridus \| \| \| \| \| \| Pachybrachius pacificus \| \| \| \| |
|               | \| \| Pachybrachius fracticollis \| \| \| \| \| \| Pachybrachius luridus \| \| \| \| \| \| Pachybrachius pacificus \| \| \| \| |
|               | Pachybrachius fracticollis |
|               | |
|               | Pachybrachius luridus |
|               | |
|               | Pachybrachius pacificus |
|               | |